# 日養
日養（にちよう、1670年（寛文10年） - 1723年7月5日（享保8年6月4日））は、大石寺第27世法主。

## 略歴
- 1670年(寛文10年)、生まれる。
- 1715年(正徳5年)、母妙玄日経卒。
- 1720年(享保5年)、26世日寛より法の付嘱を受け、27世日養として登座。
- 1723年(享保8年)、大石寺客殿を再建す。
- 1723年(享保8年)6月4日、54歳にて死去した。日養の死去を受けて、日寛が再び登座（再住）。

| 先代 日寛 | 大石寺住職一覧 | 次代 日詳 |